# Carl Christian Meinhold

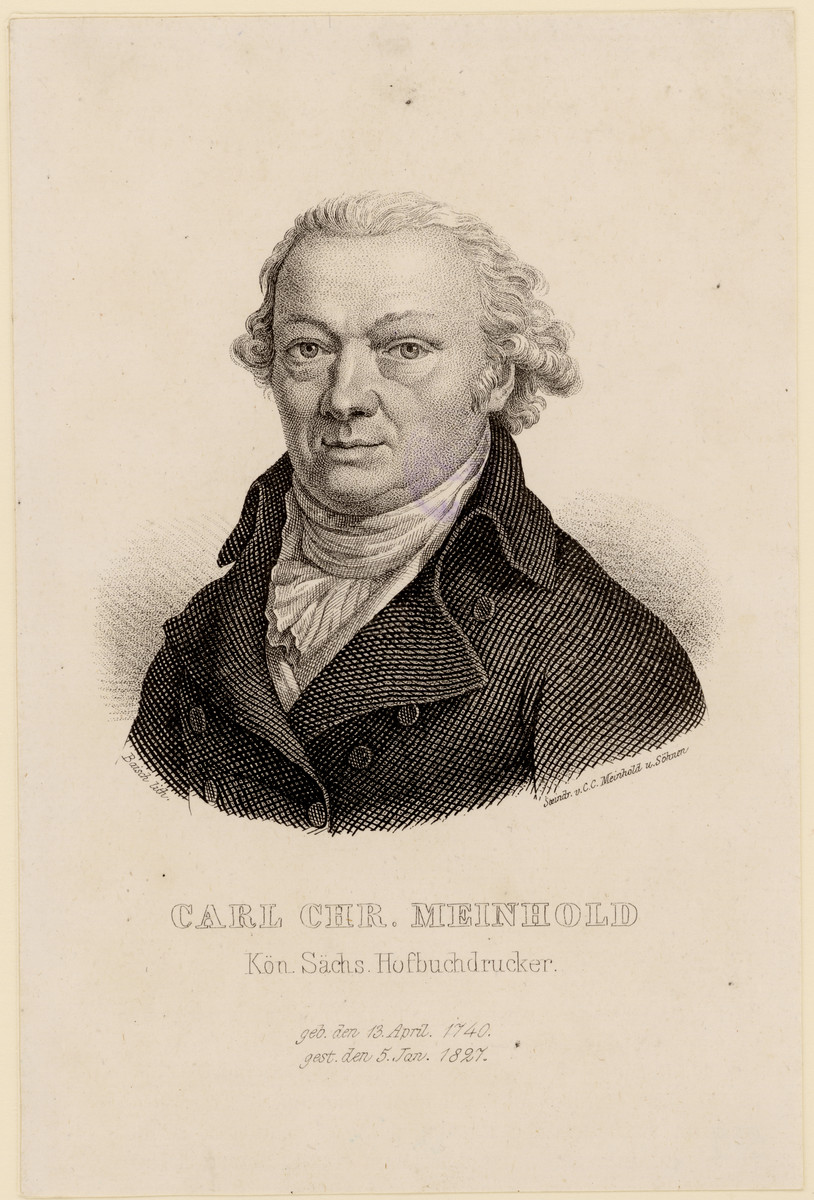
Carl Christian Meinhold, um 1840

Carl Christian Meinhold (* 12. April 1740 in Marienberg; † 5. Januar 1827 in Dresden) war ein sächsischer Buchdrucker.

## Leben

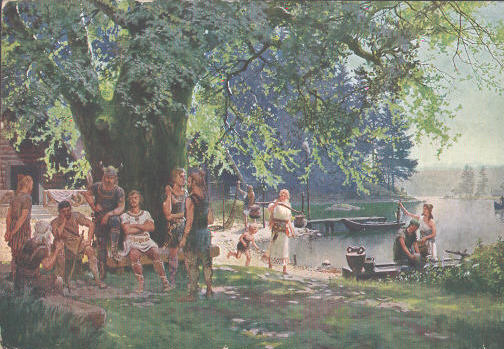
Schulbild „Germanische Ansiedlung“ nach einem Gemälde von Michael Zeno Diemer

Er wurde als Bergmannssohn geboren, lernte von 1755 bis 1759 bei N. Ch. Saalbach in Leipzig und lebte dann ab 1763 in Dresden. 1768 übernahm er die Druckerei von Johann Conrad Stössel und gründete 1777 einen eigenen Verlag. 1783 bekam er das sächsische Hofbuchdrucker-Privileg zuerkannt. Damit war der Druck amtlicher Schriften verbunden und sichergestellt, dass lohnende Aufträge eingingen. Die Meinhold’sche Hofbuchdruckerei druckte unter anderem das sächsische Staatspapiergeld, die Churfürstlich Sächsische Cassen Billets, Dresden mit seinen Prachtgebäuden und schönsten Umgebungen von Christian Gottlob Hammer (1810), die sächsische Verfassung von 1831, die ersten sächsischen Briefmarken 1851, Buchdruck – Deutsche Geschichtsbücher 1862, Wanderbücher, Stadtführer, Schulwandtafeln (u. a. Bilder zur Deutschen Geschichte, illustriert von bekannten zeitgenössischen Künstlern), Schulbücher. Er druckte auch Werke namhafter Komponisten wie Johann Gottlieb Naumann, Christian Ehregott Weinlig, Joseph Schuster und Franz Seydelmann.
Er vervielfältigte mit Lithografie, mit deren Hilfe er große Stückzahlen in kurzer Zeit herstellen konnte.
Der von ihm 1777 als Druckerei gegründete Verlag Meinhold (später: C. C. Meinhold & Söhne) bestand bis 1946. Der Verlag hatte sich auf Kinder- und Jugendliteratur spezialisiert.
1792 kaufte er ein Weingut in der Lößnitz (heute Radebeul-Oberlößnitz), wo er seinen Sommersitz nahm. Er war Mitglied der Dresdner Freimaurerloge Zu den drey Schwerdtern und wahren Freunden. Meinhold verstarb 1827 und wurde auf dem Dresdner Eliasfriedhof im Feld D 9-2 beigesetzt.